# Anthony Mann
Anthony Mann, eig. Emil Anton Bundsmann (San Diego, 30 juni 1906 – Berlijn, 29 april 1967) was een Amerikaans filmregisseur.

## Levensloop
Anthony Mann was aanvankelijk in New York werkzaam aan het toneel. Filmproducent David O. Selznick haalde hem naar Hollywood als productieleider en regieassistent. Hij regisseerde toen onder meer de proefopnamen voor Gone with the Wind (1939) en Rebecca (1940). In de jaren 40 draaide hij vooral goedkope horrorfilms.
Samen met de acteur James Stewart vestigde hij in de jaren 50 zijn naam als regisseur van westerns. In de westerns van Mann staat vaak de verhouding centraal tussen de protagonist en de natuurelementen. De protagonisten in zijn westerns worden gedreven door een vermoeide wilskracht in plaats van door de onrealistische heroïek die destijds gangbaar was in het genre.
Mann regisseerde ook de spektakelfilm Spartacus (1960), totdat hij werd vervangen door Stanley Kubrick na een meningverschil met hoofdrolspeler Kirk Douglas. Hoewel ongeveer een kwartier van Spartacus door Mann werd gedraaid, werd zijn naam niet vermeld in de aftiteling.
Anthony Mann stierf in 1967 in Berlijn aan een hartaanval tijdens opnamen voor de film A Dandy in Aspic.

## Filmografie
- 1939: The Streets of New York (televisiefilm)
- 1942: Dr. Broadway
- 1942: Moonlight in Havana
- 1943: Nobody's Darling
- 1944: My Best Gal
- 1944: Strangers in the Night
- 1945: Two O'Clock Courage
- 1945: The Great Flamarion
- 1945: Sing Your Way Home
- 1946: Strange Impersonation
- 1946: The Bamboo Blonde
- 1947: Desperate
- 1947: Railroaded!
- 1947: T-Men
- 1948: Raw Deal
- 1948: He Walked by Night
- 1949: Follow Me Quietly (niet vermeld in aftiteling)
- 1949: Reign of Terror
- 1949: Border Incident
- 1950: Side Street
- 1950: The Furies
- 1950: Devil's Doorway
- 1951: Winchester '73
- 1951: The Tall Target
- 1951: Quo Vadis (samen met Mervyn LeRoy)
- 1952: Bend of the River
- 1953: The Naked Spur
- 1953: Thunder Bay
- 1953: The Glenn Miller Story
- 1954: The Far Country
- 1955: Strategic Air Command
- 1955: The Man from Laramie
- 1955: The Last Frontier
- 1956: Senerade
- 1957: Men in War
- 1957: The Tin Star
- 1958: God's Little Acre
- 1958: Man of the West
- 1960: Spartacus (vervangen door Stanley Kubrick)
- 1960: Cimarron
- 1961: El Cid
- 1964: The Fall of the Roman Empire
- 1965: The Heroes of Telemark
- 1968: A Dandy in Aspic

Dr. Broadway (1942) · Moonlight in Havana (1943) · Nobody's Darling (1943) · My Best Gal (1944) · Strangers in the Night (1944) · Two O'Clock Courage (1945) · The Great Flamarion (1945) · Sing Your Way Home (1945) · Strange Impersonation (1946) · The Bamboo Blonde (1946) · Desperate (1947) · Railroaded! (1947) · T-Men (1947) · Raw Deal (1948) · He Walked by Night (1948) · Reign of Terror (1949) · Border Incident (1949) · Side Street (1950) · The Furies (1950) · Devil's Doorway (1950) · Winchester '73 (1951) · The Tall Target (1951) · Bend of the River (1952) · The Naked Spur (1953) · Thunder Bay (1953) · The Glenn Miller Story (1953) · The Far Country (1954) · Strategic Air Command (1955) · The Man from Laramie (1955) · The Last Frontier (1955) · Senerade (1956) · Men in War (1957) · The Tin Star (1957) · God's Little Acre (1958) · Man of the West (1958) · Cimarron (1960) · El Cid (1961) · The Fall of the Roman Empire (1964) · The Heroes of Telemark (1965) · A Dandy in Aspic (1968)
- Biblioteca Nacional de España: XX912580
- Bibliothèque nationale de France: cb13897037v (data)
- Catàleg d'autoritats de noms i títols de Catalunya: 981058599223606706
- CiNii: DA13473934
- Gemeinsame Normdatei: 119398273
- International Standard Name Identifier: 0000 0001 0856 4351
- Library of Congress Control Number: n78095555
- Nationale Bibliotheek van Letland: 000252895
- Nationale Bibliotheek van Tsjechië: mzk2004240026
- Nationale bibliotheek van Australië: 35828821
- Nationale Bibliotheek van Israël: 987007342375605171
- Nationale Bibliotheek van Polen: a0000002444688
- Nationale en Universitaire bibliotheek Zagreb: 000609433
- Nederlandse Thesaurus van Auteursnamen: 070493138
- Réseau des bibliothèques de Suisse occidentale: 02-A012317169
- SNAC: w6wh3955
- Système universitaire de documentation: 059076992
- Trove: 1106321
- Virtual International Authority File: 32183942
- WorldCat: E39PBJmdtcqP3MHHbDTRHk3WjC